# Stenomorphus
Stenomorphus es un  género de coleópteros adéfagos de la familia Carabidae.

## Especies
Comprende las siguientes especies:
- Stenomorphus angustatus Dejean, 1831
- Stenomorphus californicus (Menetries, 1843)
- Stenomorphus convexior Notman, 1922
- Stenomorphus cubanus Darlington, 1937
- Stenomorphus penicillatus Darlington, 1936
- Stenomorphus sinaloae Darlington, 1936